# Agência Boliviana de Informação
A Agência Boliviana de Informação (ABI) é uma agência de notícias estatal da Bolívia.